# 후각편모조목
후각편모조목 또는 프림네시움목(Prymnesiales)은 단세포 조류로 이루어진 착편모조류의 목 분류군의 하나이다. 이동 여부에 관계없이 군체를 형성하기도 한다. 2개 과에 85종을 포함하고 있다.

## 하위 과
- 크리소크로물리나과 (Chrysochromulinaceae)
  - 크리소크로물리나속 (Chrysochromulina)
- 후각편모조과 또는 프림네시움과 (Prymnesiaceae)
  - Apistonema - 3종
  - Chrysoculter - 유일종 C. rhomboideus
  - Corymbellus - 유일종 C. aureus
  - Haptolina - 5종
  - Petasaria - 유일종 P. heterolepis
  - Platychrysis - 유일종 P. moestrupii
  - 프림네시움속 (Prymnesium) - 24종
  - Pseudohaptolina - 2종